# Połoz kaspijski
Połoz kaspijski (Dolichophis caspius) − gatunek dużego węża z rodziny połozowatych (Colubridae). Występuje na Bałkanach, w południowych regionach Europy Wschodniej, w Gruzji, zachodnim Kazachstanie oraz w Turcji.

## Wygląd
Bardzo duży, smukły wąż, o lśniących, gładkich łuskach i dużych oczach z okrągłą źrenicą. Głowa mała, wyróżnia się od reszty ciała. Dorasta do 170–250 cm (wyjątkowo nawet 300 cm). Ubarwienie dosyć zmienne – od jasnego, oliwkowego lub żółtawego, po ciemny brąz lub czerń, zawsze jednak z jaśniejszym środkiem łusek; wąż wydaje się być lekko prążkowany. Brzuch może być ubarwiony żółtawo, czerwonawo lub nawet ciemnobrązowo. U młodych występują na grzbiecie i bokach ciemne plamy lub pasy, które zanikają z wiekiem.

## Występowanie
Połoz kaspijski zamieszkuje spory obszar, od Uralu na wschodzie, po Węgry i pogranicze słoweńsko-chorwackie na zachodzie. W Europie zamieszkuje środkową i północną Grecję (wraz z niektórymi wyspami), Albanię, Serbię, Macedonię Północną, Bułgarię, południową część Rumunii, wybrzeże Morza Czarnego od Bosforu aż po Deltę Dunaju, południową Ukrainę i południowo-zachodnią Rosję, a także południowe Węgry i północno-wschodnią Chorwację.
Zasiedla stanowiska suche i obficie nasłonecznione, zarówno na nizinach jak i w górach. Jego ulubione siedliska to stepy, kamieniste zbocza, luźne zadrzewienia i zagajniki.

## Tryb życia
Wąż ten prowadzi dzienny tryb życia, wygrzewając się w słońcu głównie w godzinach rannych oraz polując na różne kręgowce – głównie gryzonie, niewielkie ptaki i jaszczurki.

## Rozmnażanie
Połoz kaspijski jest jajorodny – po kopulacji, w maju lub czerwcu, samica składa od 5 do 15 (rzadko) jaj – najczęściej w dołku pod kamieniem lub gałęzią.